# スロベニア国立美術館
スロベニア国立美術館（National Gallery of Slovenia、スロベニア語表記：Narodna galerija）はスロベニアのリュブリャナにある国立美術館である。

## 概要
1918年に、オーストリア＝ハンガリー帝国が解体され、セルビア人、クロアチア人、スロヴェニア人によってスロベニア人・クロアチア人・セルビア人国（State of Slovenes, Croats and Serbs）が作られた時に設立され、はじめKresija Palaceに作られた。元になった収蔵品は1895年の大地震の後のリュブリャナの復興、近代化を進めた市長、イヴァン・フリバルが1896年から1910年に集めたコレクションと作家で歴史家のラディクス（Peter von Radics）のコレクションである。1925年に現在の建物に移された。1946年のユーゴスラビア連邦人民共和国の設立後、国有化された。
1925年に美術館が移った建物は、チェコの建築家の設計によって、市民ホール"Narodni dom"として1896年に建設されたものである。1990年代初めや2000年以降も拡張、改修が行われた。

## 作品が展示されている画家の一覧
下記のような主要なスロベニア、およびヨーロッパの芸術家の作品が展示されている。
- ジョヴァンニ・バリオーネ (1566-1643)
- アブラハム・ヤンセンス (1567/1576-1632)
- ヘラルト・セーヘルス (1591-1651)
- ヤーコブ・ヨルダーンス (1593-1678)
- ジャン・ジュヴネ (1644-1717)
- エリザベート＝ルイーズ・ヴィジェ＝ルブラン(1755-1842)
- ジュゼッペ・トミンツ(ヨージェフ・トミンツ)(1790-1866)
- フリードリヒ・ガウアーマン (1807-1862)
- イヴァナ・コビルツァ (1861-1926)
- アントン・アズベ (1862-1905)
- アレクセイ・フォン・ヤウレンスキー (1865-1941)
- イヴァン・グロハール (1867-1911)
- リハルド・ヤコピッチ (1869-1943)
- マテイ・ステルネン (1870-1949)
- マティヤ・ヤーマ (1872-1947)

## ギャラリー
- 作者不詳: ヴラド・ツェペシュ (15世紀)
- ピエトロ・リベリ: Antiquity Scene (17世紀)
- ジュゼッペ・トミンツ: 「自画像」 (1830s)
- Pavel Künl: Fish Square in Ljubljana ("Ribji trg"), 1847
- Jurij Šubic: Before the Hunt ("Pred lovom"; 19th century)
- イヴァナ・コビルツァ: 「コーヒーを飲む人」 ("Kofetarica"), 19世紀
- イヴァン・グロハール: Sower ("Sejalec"; 1907)
- ピエタ (1470s)